# Hippothooidea
Hippothooidea zijn een superfamilie van mosdiertjes (Bryozoa) uit de orde van de Cheilostomatida. De wetenschappelijke naam ervan werd in 1859 voor het eerst geldig gepubliceerd door Busk.

## Families
- Chorizoporidae Vigneaux, 1949
- Haplopomidae Gordon in De Blauwe, 2009
- Hippothoidae Busk, 1859
- Pasytheidae Davis, 1934
- Trypostegidae Gordon, Tilbrook & Winston, 2005